# Peter Jakubec
Peter Jakubec (* 14. November 1966) ist ein ehemaliger österreichischer Fußballspieler und nunmehriger -trainer.

## Karriere

### Als Spieler
Jakubec spielte mindestens ab 1985 für den Zweitligisten IG Bregenz/Dornbirn. Für die IG kam er zu 51 Einsätzen in der 2. Division, ehe das Team 1987 aus der 2. Division abstieg und sich die IG daraufhin auflöste.
Zur Saison 1987/88 wechselte er zum nun eigenständigen FC Dornbirn 1913, mit dem er zu Saisonende den Zweitligaaufstieg schaffte. In der Saison 1988/89 absolvierte er 30 Zweitligapartien, mit dem FCD stieg er aber direkt wieder in die Westliga ab. Daraufhin wechselte Jakubec zur Saison 1989/90 zum ebenfalls drittklassigen FC Hard. Im Jänner 1994 schloss er sich dem SCR Altach an. Nach einem halben Jahr in Altach kehrte er zur Saison 1994/95 wieder nach Hard zurück. Im Jänner 2000 wechselte Jakubec ein zweites Mal nach Dornbirn, das mittlerweile nur noch viertklassig war. Zur Saison 2000/01 kehrte er abermals nach Hard zurück, wo er seine Karriere als Aktiver 2006 beendete.

### Als Trainer
Jakubec wurde zur Saison 2003/04 Trainer des Regionalligisten FC Hard, bei dem er zu jenem Zeitpunkt auch als Spieler tätig war. Den FC Hard trainierte er sieben Jahre lang, unter seiner Führung erreichte die Mannschaft immer einen Platz unter den besten Acht und wurde 2006/07 Vizemeister hinter den Red Bull Juniors. Zur Saison 2010/11 wechselte er innerhalb der Regionalliga West zu den Amateuren des SCR Altach.
Im September 2013 verließ er die Altacher Amateure nach etwas über drei Jahren und wechselte zum Ligakonkurrenten FC Dornbirn 1913, bei dem er einst ebenfalls als Spieler tätig gewesen war. Im Oktober 2016 trennte sich Dornbirn von Jakubec; zum Zeitpunkt der Trennung befand sich die Mannschaft als 14. auf einem Abstiegsplatz. Jakubec blieb aber nicht lange ohne Verein und übernahm im Jänner 2017 den viertklassigen FC Langenegg. Langenegg führte er zum Meistertitel in der Vorarlbergliga, die Mannschaft verzichtete aber auf den Regionalliga-Aufstieg. Nach dem Titel verließ er den Verein nach einem halben Jahr wieder.
Im Jänner 2018 wurde er Trainer des Regionalligisten VfB Hohenems. Nach dem Ende seines Vertrags beim VfB verließ er die Hohenemser nach der Saison 2019/20. Im September 2021 übernahm er den ebenfalls drittklassigen FC Lauterach.